# Lucens
Lucens är en ort och kommun  i distriktet Broye-Vully i kantonen Vaud, Schweiz. Kommunen har 4 596 invånare (2023).
Kommunen består förutom av orten Lucens även av byarna Oulens-sur-Lucens, Cremin, Forel-sur-Lucens, Brenles, Chesalles-sur-Moudon och Sarzens. 
Oulens-sur-Lucens var tidigare en egen kommun som inkorporerades i Lucens 1 juli 2011. De övriga byarna var också tidigare självständiga kommuner, men inkorporerades i Lucens 1 januari 2017.